# Broccolo fiolaro di Creazzo
Il broccolo fiolaro di Creazzo è una varietà di broccolo (famiglia delle Cruciferae o Brassicaceae) inserita nell'elenco dei prodotti tipici veneti, coltivata sulle colline che sorgono intorno a Creazzo in provincia di Vicenza.
Il nome deriva dalla presenza lungo il fusto di infiorescenze che in dialetto sono chiamate fioi ovvero figli. Il broccolo si raccoglie da novembre a febbraio.

## Storia
La coltivazione di questo ortaggio risale agli antichi romani: Catone il Vecchio ne parla riconoscendone le proprietà medicamentose .
Testimonianze  affermano che Johann Wolfgang von Goethe nel 1786 ebbe modo di ammirare al mercato delle ceste probabilmente di questa specialità e ne rimase favorevolmente colpito.
Nel XIX secolo ne erano coltivate 150000 piante, ma nel XX secolo si è assistito a una contrazione della diffusione a favore di specie importate. Solo negli ultimi decenni si è assistito alla ricomparsa di questo alimento sulle tavole dei vicentini, soprattutto per l'interesse dei ristoratori.